# Јулија Прокопчук
Јулија Анатолијевна Прокопчук (укр. Юлія Анатоліївна Прокопчук; Украјинка, 23. октобар 1986) елитна је украјински скакачица у воду. Њена специјалност су скокови са торња са висине од 10 метара (и појединачно и синхронизовано).
Прокопчука је вишеструка европска првакиња, а највећи успеси на светским првенствима су сребрна медаља на Светском првенству 2015. у Казању у мешовитим тимовима (у екипи са Александром Хоршковозовим), те бронза са Светског првенства 2013. у Барселони у појединачним скоковима са торња.
Била је део олимпијске репрезентације Украјине на Летњим олимпијским играма 2008. у Пекингу, те 4 године касније у Лондону. Најбољи резултат на олимпијским играма било јој је 8. место у синхронизованим скоковима са торња 2012. године.